# آنماری زیمرمان
آنماری زیمرمان (انگلیسی: Annemarie Zimmermann؛ زادهٔ ۱۰ ژوئن ۱۹۴۰) قایقران کانو اهل آلمان بود.
وی در مسابقات کشوری و بین‌المللی در مجموع برندهٔ ۳ مدال طلا، ۱ مدال نقره شده‌است.